# Mercedes-Benz Classe GLC
O Mercedes Benz Classe GLC  é um SUV  médio de luxo com cinco lugares apresentado oficialmente em junho de 2015. O Classe GLC utiliza a mesma plataforma do sedan Classe C.
No continente europeu o veículo é vendido unicamente com tração 4x4.